# Luftballon

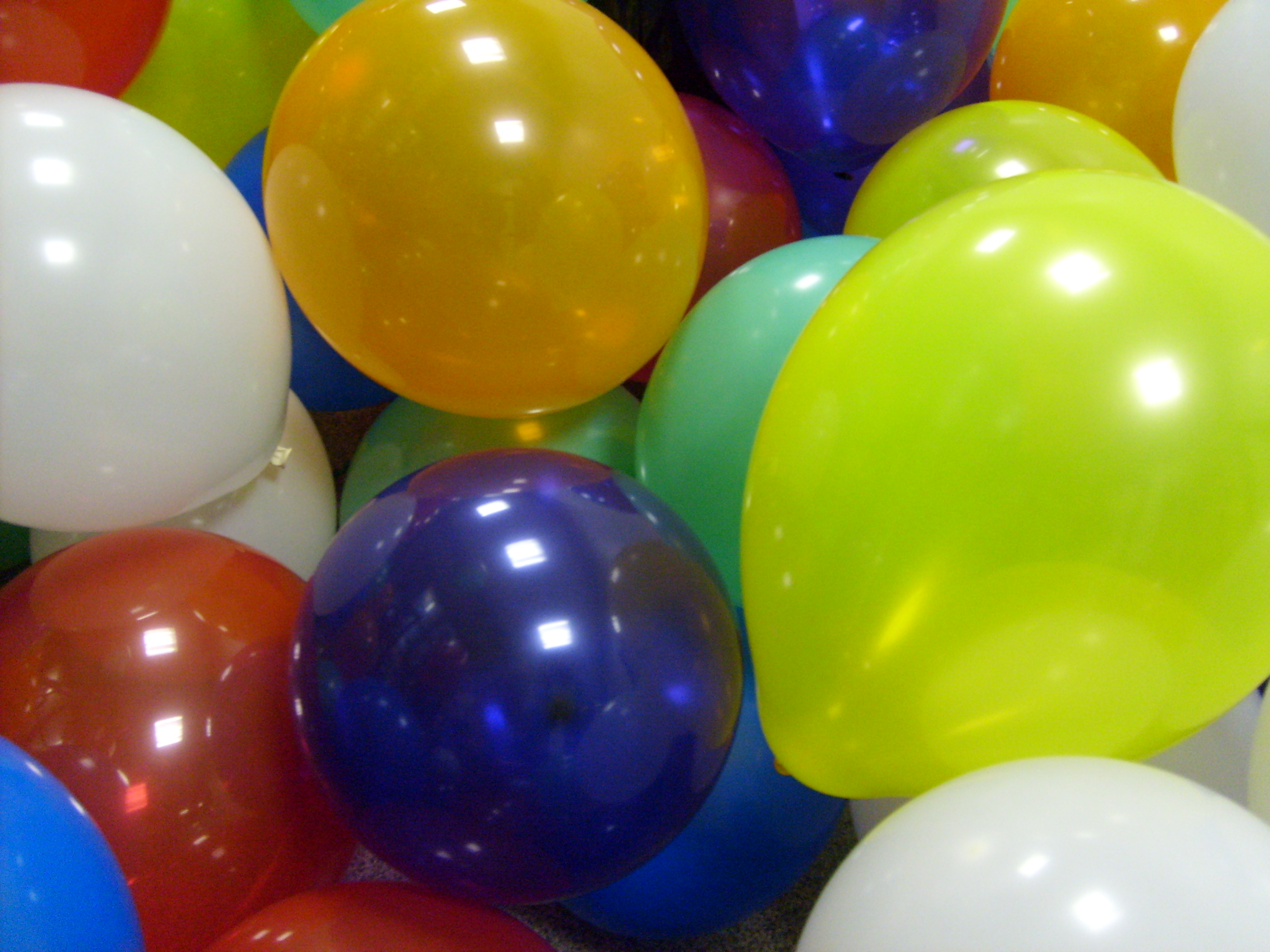
Luftballons

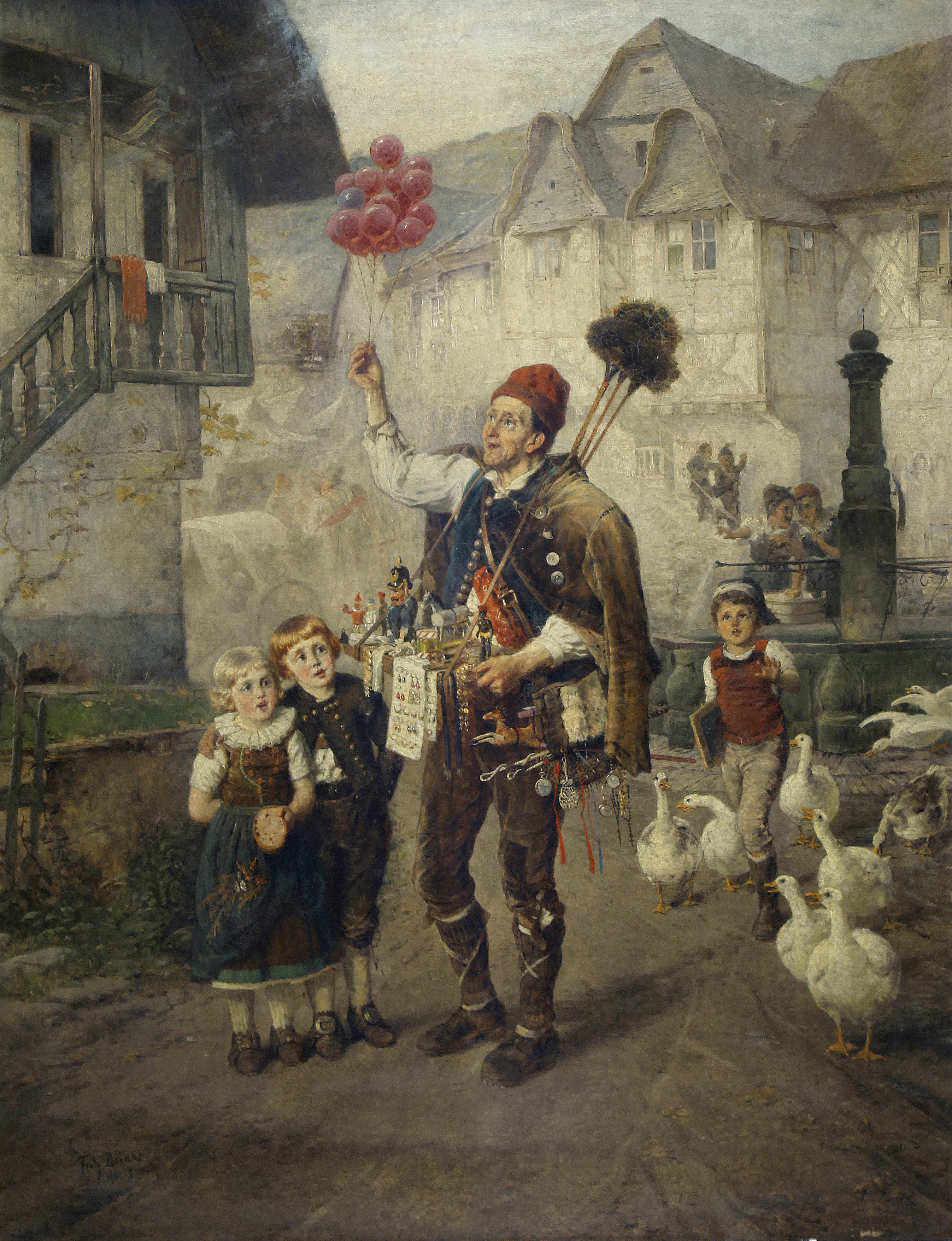
Der Spielzeugmacher von Nürnberg, Luftballons auf einem Genrebild von Fritz Beinke, 1882

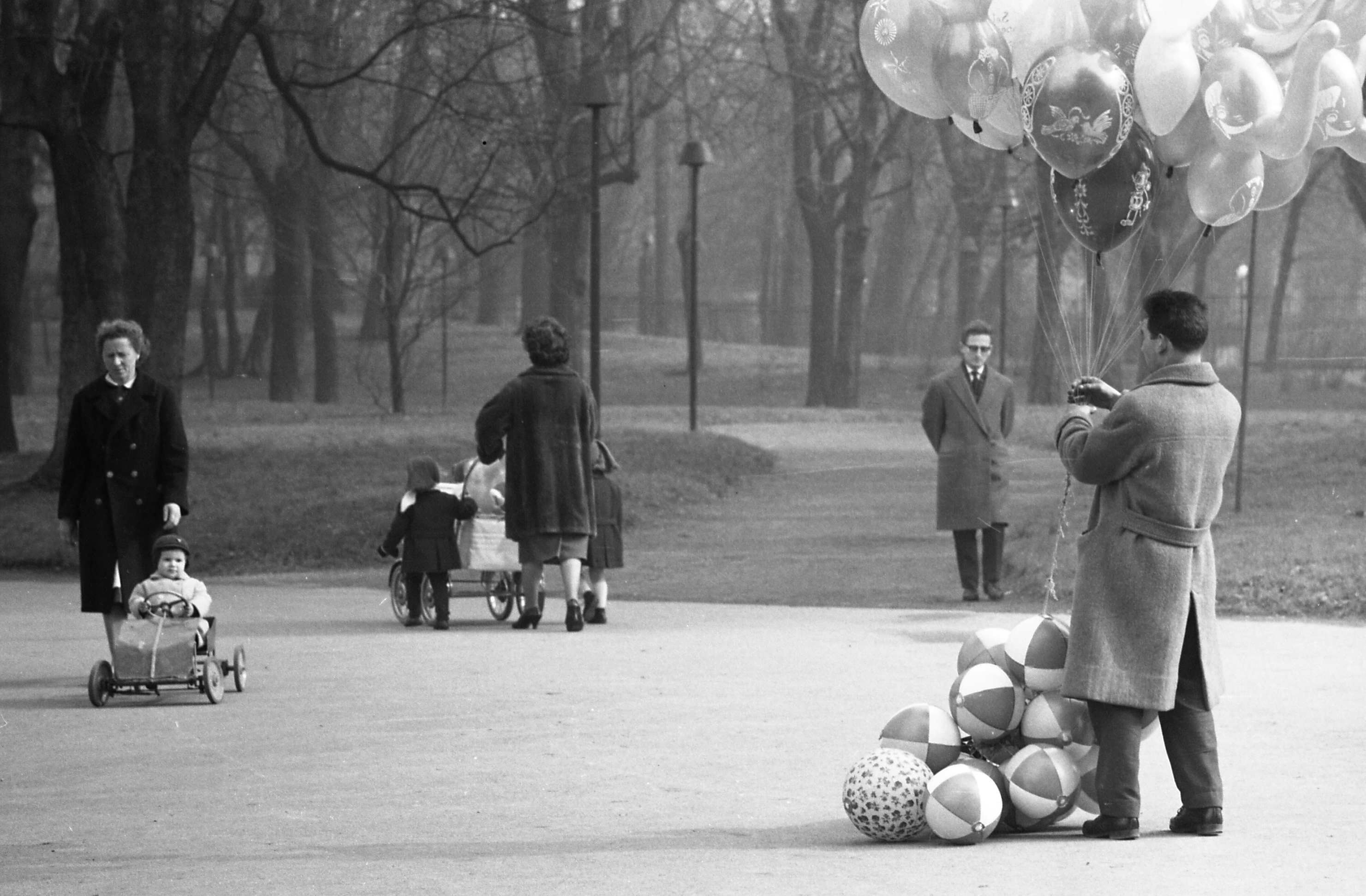
Paolo Monti, 1962

Ein Luftballon ist ein elastischer Hohlkörper, der mit Gas befüllbar ist und sich dabei um ein Vielfaches seiner ursprünglichen Größe ausdehnt. Er ist zumeist aus Gummi, Kunststoff oder Naturkautschuk hergestellt. Ausnahmen bilden Folienballons, deren Material sich fast nicht ausdehnt. Die Füllung besteht in der Regel aus Luft oder Helium.

## Geschichte
Der erste Gummiballon wurde im Jahre 1824 in London von Michael Faraday im Rahmen seiner Experimente mit Wasserstoff an der Royal Institution in London hergestellt. Er verwendete Rohgummi, aus dem er zwei runde Flächen schnitt, diese aufeinander legte und an den Rändern zusammendrückte. Innen war der Ballon mit Mehl bestäubt, um ein Aneinanderkleben der Flächen zu verhindern. Nach seinem Bericht im Quarterly Journal of Science 1824 dehnte sich dieser Ballon sehr stark aus, wurde transparent und schwebte zur Decke. Bereits ein Jahr später, im Jahr 1825, wurde diese Erfindung von dem Engländer Thomas Hancock (1786–1865) als Set verkauft, wobei man aus der Rohgummimasse mittels einer Spritze die Ballons selbst herstellen musste. Da unvulkanisierter Gummi sehr klebrig ist, war die Haltbarkeit gering. Vulkanisierte Luftballons, hergestellt mit der noch heute gebräuchlichen Tauchmethode, wurden erstmals 1847 von J. G. Ingram in London hergestellt und verkauft.

## Herstellung
Luftballons werden aus Naturkautschuk hergestellt. Zunächst wird der Kautschuk vorvulkanisiert. Dem Kautschuk werden anschließend weitere Zusätze beigegeben (Weichmacher, Alterungsschutzmittel, Stabilisatoren). Die Farbe der Ballons entsteht dabei durch Zugabe von Pigmenten. Unpigmentierte Gummiballons sind weiß-gelblich und werden beim Aufblasen transparent. Anschließend werden die Ballonformen, die aus Glas, Polypropylen oder Keramik bestehen und in einem Koagulantbad (Gerinnungsbad) aus Calciumnitrat, Wasser und Trennmittel beschichtet werden, in den Latex getaucht. Nach einem Trocknungsprozess wird mit zwei rotierenden Bürsten ein Stück des Ballonhalses aufgerollt, um so einen Ring am Mundstück zu erzeugen. Die beschichtete Form wird nun in heißem Wasser gewaschen, um überschüssiges Nitrat zu entfernen, und anschließend vulkanisiert. Der fertige Ballon wird nun mit Luft von der Form abgestreift.

## Materialien und Risiken

### Kautschuk
Naturkautschuk wird zu Gummi weiterverarbeitet und ist kompostierbar. Latexluftballons sind in vielen Fällen gesundheitlich bedenklich, da bei der Latex-Vulkanisierung Nitrosamine entstehen, die stark krebserregend sind. Eine Greenpeace-Studie aus dem Jahr 2004 hat ergeben, dass von 21 getesteten Luftballon-Sorten nur einer den Nitrosamin-Grenzwert von 10 µg/kg einhielt und nur drei Weitere den doppelten Grenzwert nicht überschritten. Höchster Messwert war das 46-Fache des Grenzwertes bei einer häufig verkauften Sorte.
In Deutschland dürfen deshalb seit dem 1. September 2009 Luftballons nur noch dann gewerbsmäßig in den Verkehr gebracht werden, wenn auf der Verpackung leicht lesbar der Warnhinweis: „Zum Aufblasen eine Pumpe verwenden!“ aufgebracht ist. Gewerbsmäßig in Verkehr gebrachte Luftballons aus Natur- oder Synthesekautschuk dürfen in Deutschland höchstens 0,05 mg N-Nitrosamine/kg Luftballon enthalten, wobei ein Verstoß mit bis zu einem Jahr Freiheitsstrafe zu ahnden ist.
Um 1990 wurde in den USA thematisiert, dass insbesondere kleine Kinder an unaufgeblasenen oder Stücken von geplatzten Latexballons ersticken. Diese können nämlich durch Einatmen in die Luftröhre gelangen und den Atemweg verschließen. Nachdem der Hersteller- und Händlerverband The Balloon Council, gebildet 1990, in den USA über dieses Risiko informierte und Warnhinweise auf Ballonverpackungen veranlasste, sank die Zahl der Todesfälle in den USA von etwa 10 auf etwa 1 pro Jahr. Seit 2011 ist eine EU-Richtlinie wirksam, die empfiehlt, dass Kinder unter 8 Jahren beim Aufblasen von Latexballons beaufsichtigt werden müssen.
In einigen US-Bundesstaaten sowie in einzelnen Gemeinden in Großbritannien und den Niederlanden ist das Steigenlassen von Helium-gefüllten Ballons untersagt. Das weiche Material stellt eine erhebliche Gefahr für Seevögel und andere Meerestiere dar, die Ballonreste verschlucken und daran verenden können. Auch die an die Ballons gebundenen Schnüre können für Tiere gefährlich sein.

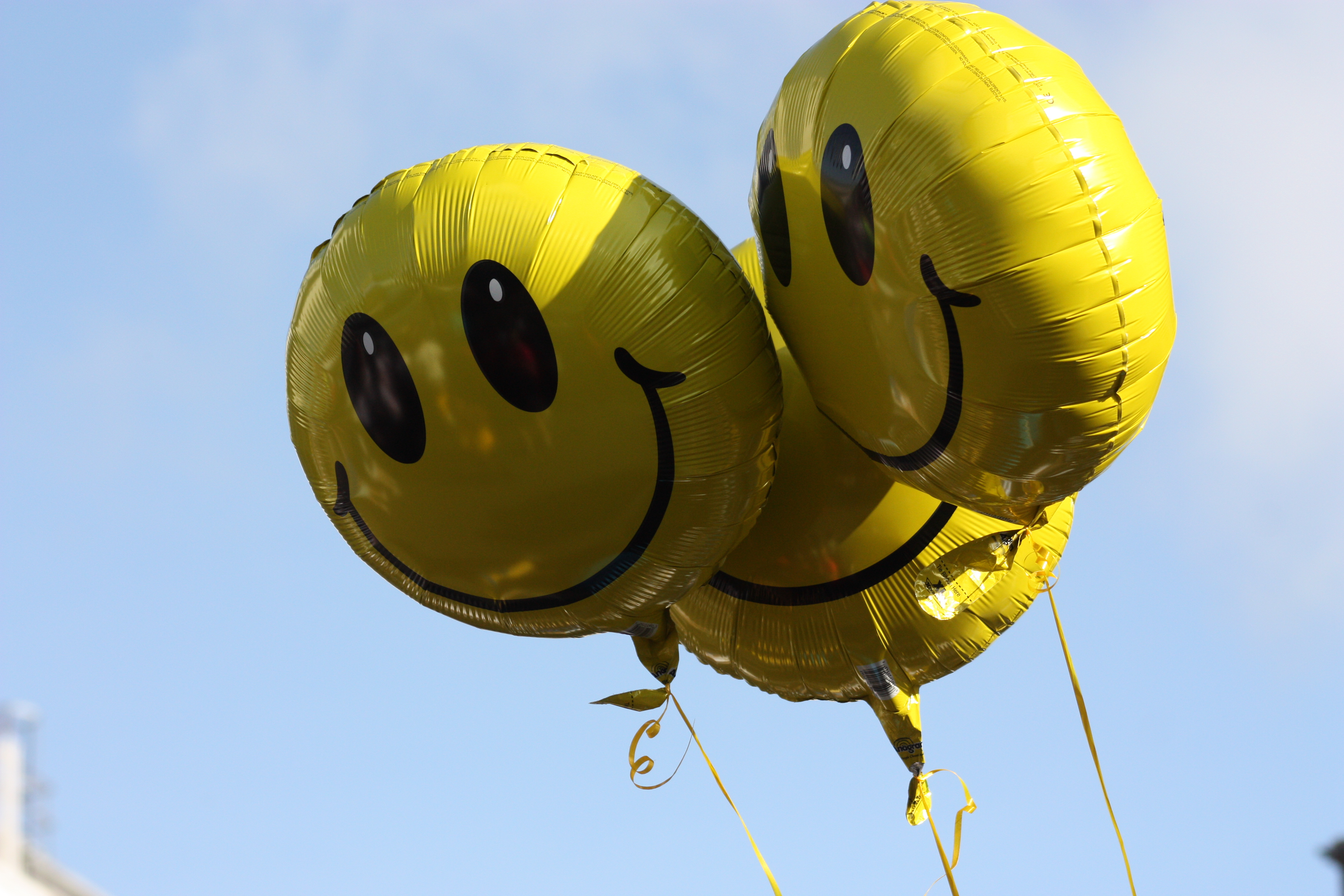
Folienballons, rund – Falten an der Naht

### Folie
Folienballons kamen Ende der 1970er in den USA auf – typisch 1982 noch nicht self sealing ausgestattet – und werden aus verschiedenen Basismaterialien mitunter als Materialverbund hergestellt:
- Nylon
- Mylar (Polyester) außen mit lasierendem oder opakem Aufdruck von einfarbig bis Vielfarb-Kinofilm-Motiv. Oft mit einseitiger hochglänzender Metallisierung aus Aluminium darunter, die die Permeabilität für Helium stark reduziert, um den Ballon länger prall und steigend zu erhalten. An der Innenseite ist die Polyesterfolie mit einem Thermoplast niedrigerer Schmelztemperatur kaschiert (Verbundfolie), um das Zusammenschweißen der typisch aus zwei planen Hälften zusammengesetzten Ballons mit Ultraschall zu erlauben. Typisch ist, dass sich die Ballons nicht kugelrund, sondern (hochkant) zu Linsen- oder Kissenform aufblähen und an der Schweißnaht (Flachnaht mit Überstand) deutliche Falten bestehen bleiben.
- Seit 2013 gibt es neue Arten von Luftballons, deren Folienmaterial beim Herausnehmen aus der Verpackung noch ein paar Prozent Wasser enthält. Auch wenn Ballons aus zwei flachen Kreisstücken bestehen, können bei ausreichendem Aufblasen die Falten an der schmalen Schweißnaht (ohne Überstand) durch plastische Verformung beseitigt werden.

Ballons, die aus vier gleichen Segmenten aufgebaut sind, bilden sehr genau eine Kugel aus, worauf sich der Markenname Orbz (lat. orbis = Kreislinie) bezieht.
Ursprünglich wurde ein Einmal-Dehnungsindikator als inflation gauge (wörtlich: Fülllehre) mit jedem Ballon mitgeliefert.
Die meisten Folienballons verfügen über ein im Hals integriertes, automatisch schließendes Ventil aus einem flachen Folienschlauch, in den zum Befüllen (zum Schutz) meist ein Röhrchen eingelegt wird, was vor allem zum Ablassen von Gas notwendig ist. Ballons aus relativ steifer Polyesterfolie weisen eine geringe Druckfestigkeit auf. Bei denen aus Stretchfolie ist deutlich mehr Druck zum Aufblasen erforderlich – bis die Falten an den Nähten verschwunden sind.
Typisch 10–15 cm kleine Folienballons werden sinnvoll nur mit Luft aufgeblasen – auch heliumgefüllt könnten sie nicht schweben – und werden oft von Ballonstäben gehalten.
Folienballons ab etwa 35 cm Durchmesser (unaufgeblasen gemessen) steigen heliumgefüllt auf und bleiben 1 Woche und mehr am Band schwebend, solange sie nicht durch Stich oder Abscheren verletzt werden.
Folienballons aus plastischer Folie weisen unbedruckt und gefüllt eine gewisse geringe Trübung auf.
Ballons aus metallisierter Folie leiten elektrischen Strom und können daher an Hochspannungsleitungen und Oberleitungen von Straßenbahn und U-Bahn einen elektrischen Überschlag und einen Lichtbogen auslösen. Ein Isolator wird schon durch wenig angelagertes Aluminium und zersetzten Kunststoff stark beschädigt und muss ersetzt werden.
Auf den Volksfesten in München, Stuttgart und Frankfurt dürfen daher keine Metallballons verkauft werden. Die immer häufiger vorkommenden Ballongewichte am unteren Ende der Halteleine verhindern das Aufsteigen der Ballons und verringern so die Gefahr von Kurzschlüssen in Freileitungen.

## Form und Außenhaut

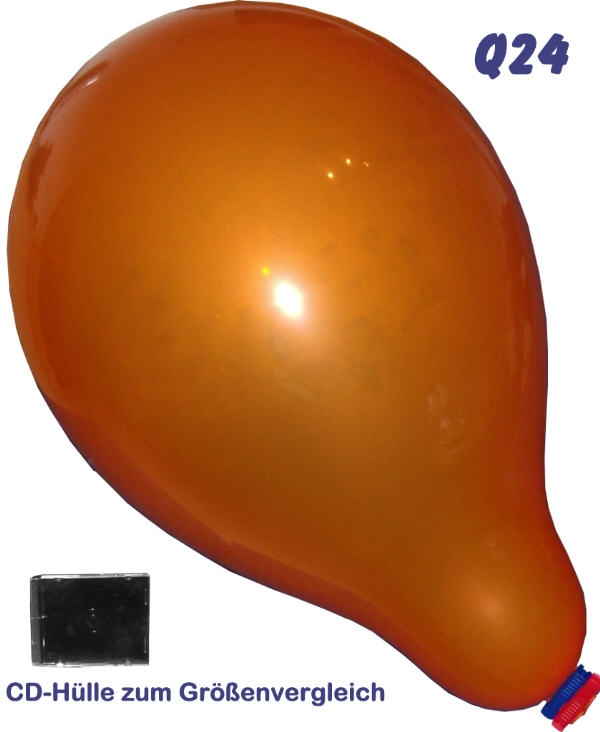
Rundballon Qualatex 24″ – etwas birnenförmig überfüllt

Der übliche Luftballon wird als Rundballon bezeichnet und kann die Form einer Birne annehmen. Es gibt ihn aber auch in Form von Herzen, Hasen, Donuts und weiteren ungewöhnlichen Formen und Figuren.

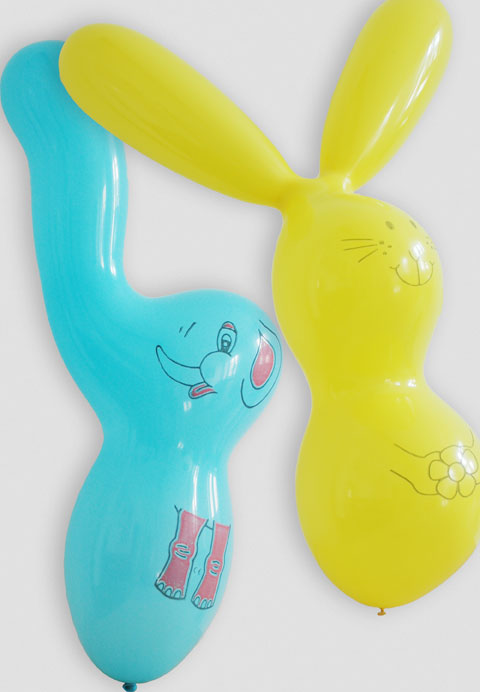
Figurenballons aus Latex

Der Beginn der Figurenballons datiert auf 1912, als der Amerikaner Harry Rose Gill aus Akron (Ohio) den ersten nichtrunden Ballon in Zeppelinform herstellte. Ein Figurenballon besteht aus mehreren Luftkammern und gilt in technologischer Hinsicht als anspruchsvoll, da auf den Übergängen der einzelnen Kammern beim gefüllten Ballon eine enorme Zugkraft lastet, die für Konstruktion und Material problematisch sein kann. Um einen solchen, aus mehreren Luftkammern bestehenden Ballon aufzublasen, ist es wichtig, mit der oberen Kammer zu beginnen, wobei man darauf achtet, langsamer zu blasen als bei herkömmlichen Rundballons, da die Druck- und Zugkräfte auf der Latexhaut sehr unterschiedlich verteilt auftreten.

## Maße
| Maße für Rundballons aus Latex | Maße für Rundballons aus Latex | Maße für Rundballons aus Latex | Maße für Rundballons aus Latex | Ungefähre Anzahl von Füllungen bei Heliumflaschenvolumen (200 bar) | Ungefähre Anzahl von Füllungen bei Heliumflaschenvolumen (200 bar) | Ungefähre Anzahl von Füllungen bei Heliumflaschenvolumen (200 bar) |
| Umfang cm                      | Ø cm                           | Ø inches                       | Schwebezeit                    | 10 Liter                                                           | 20 Liter                                                           | 50 Liter                                                           |
| ------------------------------ | ------------------------------ | ------------------------------ | ------------------------------ | ------------------------------------------------------------------ | ------------------------------------------------------------------ | ------------------------------------------------------------------ |
| 40–50                          | 13                             | 5″                             | –                              | –                                                                  | –                                                                  | –                                                                  |
| 65–75                          | 22                             | 9″                             | –                              | –                                                                  | –                                                                  | –                                                                  |
| 75–85                          | 25                             | 10″                            | 12–16 h                        | 175                                                                | 350                                                                | 780                                                                |
| 90–100                         | 30                             | 12″                            | 16–20 h                        | 130                                                                | 260                                                                | 590                                                                |
| 100–110                        | 35                             | 14″                            | 18–22 h                        | 110                                                                | 220                                                                | 490                                                                |
| 120–130                        | 40                             | 16″                            | 22–26 h                        | 65                                                                 | 130                                                                | 300                                                                |
| 150–160                        | 48                             | 18″                            | 24–28 h                        | 45                                                                 | 90                                                                 | 195                                                                |
| 170                            | 60                             | 24″                            | 26–48 h                        | 20                                                                 | 40                                                                 | 90                                                                 |
| 200                            | 75                             | 30″                            | 76–80 h                        | 10                                                                 | 20                                                                 | 45                                                                 |
| 250                            | 90                             | 36″                            | 2–4 Tage                       | 5                                                                  | 10                                                                 | 22                                                                 |
| 350                            | 120                            | 48″                            | 4–6 Tage                       | 2                                                                  | 4                                                                  | 9                                                                  |
| 450                            | 160                            | 63″                            | 7+ Tage                        | 1                                                                  | 2                                                                  | 4                                                                  |
| 650                            | 210                            | 83″                            | 7+ Tage                        | –                                                                  | –                                                                  | 1,7                                                                |

## Füllung
Ist ein Luftballon aufgeblasen (ca. 2,5 Liter Volumen), wird er entweder an der Öffnung verknotet oder mit einem im Handel erhältlichen Schnellverschluss verschlossen. Folienballons verschließen sich selbstständig durch ein Ventil.
Als Traggas wird normalerweise Helium verwendet. Für jeden Liter Helium wird entsprechend der Dichte der Luft etwa ein Gramm Auftrieb erzeugt. Helium ist aufgrund seiner atomaren Struktur in der Lage, leicht aus einem Ballon zu entweichen. Daher verliert ein mit Helium gefüllter Ballon schon nach wenigen Stunden an Auftriebskraft. Latex ist sehr porös und lässt Gas (Luft) entweichen. Die Luftballonhersteller bieten daher z. B. speziell heliumtaugliche Produkte an. Die Gummihaut dieser Ballons ist dicker und wurde in ihrer molekularen Struktur verdichtet. Im Handel befinden sich auch Mittel, die man nachträglich in die Ballons einbringen kann, damit die „Flugzeit“ der Ballons verlängert wird (z. B. „HiFloat“).
In der Regel werden die Ballons jedoch mit Umgebungsluft befüllt bzw. mit Lungenkraft aufgeblasen. Kaum angewendet wird Wasserstoffgas, da es explodieren kann (Knallgas) und die Außenhaut noch schneller passieren kann als Helium. Helium ist hingegen nicht giftig oder brennbar. Ein direktes Inhalieren des Ballongases sollte man jedoch vermeiden. Da Helium die Luft in den Lungen verdrängt, führt es ab einer gewissen Menge zum Sauerstoffmangel mit Folgen wie Bewusstlosigkeit und dauerhaften Gesundheitsschäden.
Mit Wasser gefüllte Luftballons werden gerne als sogenannte Wasserbombe benutzt.

## Verwendung

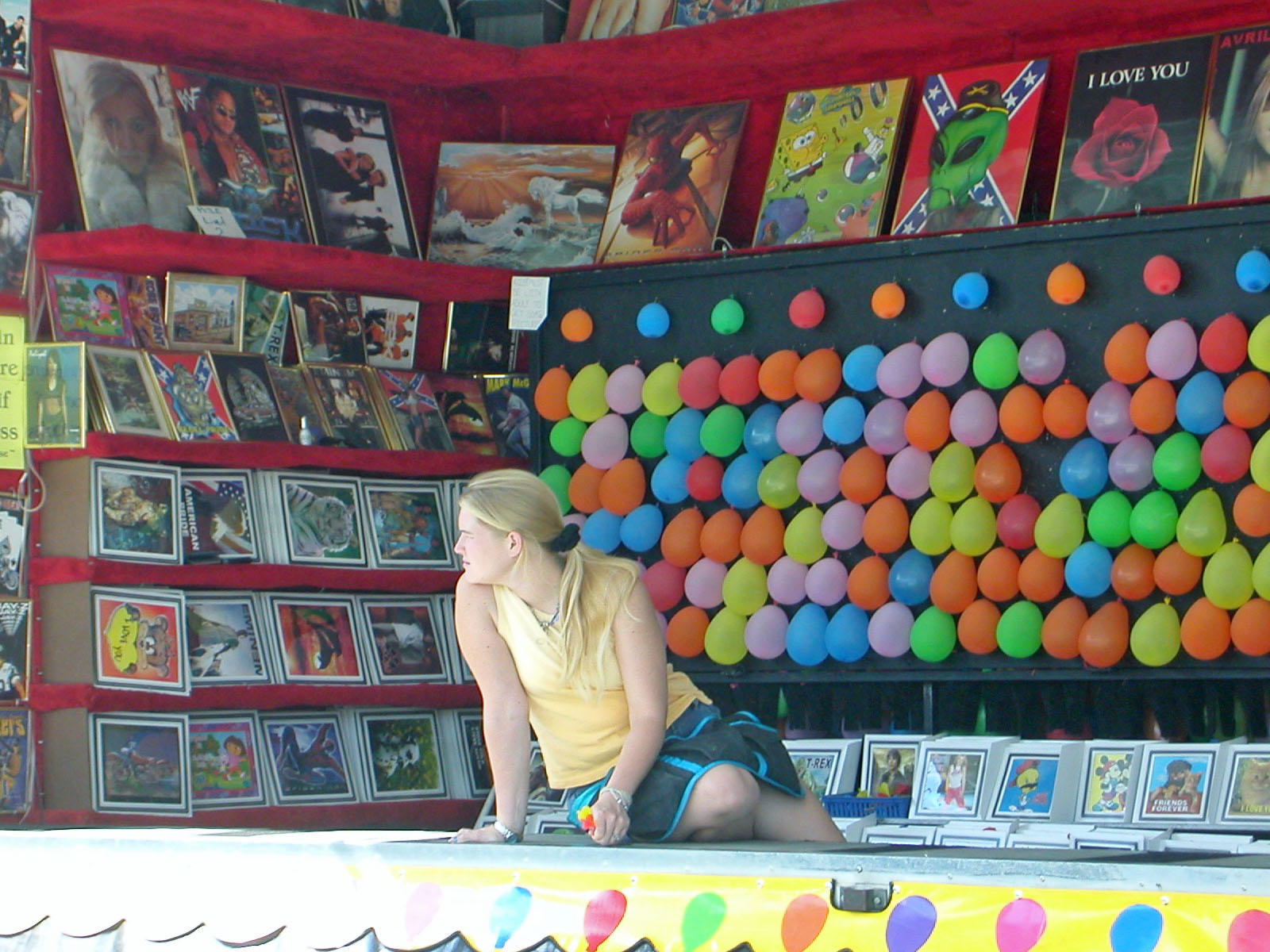
Pfeilwerfen auf Ballons

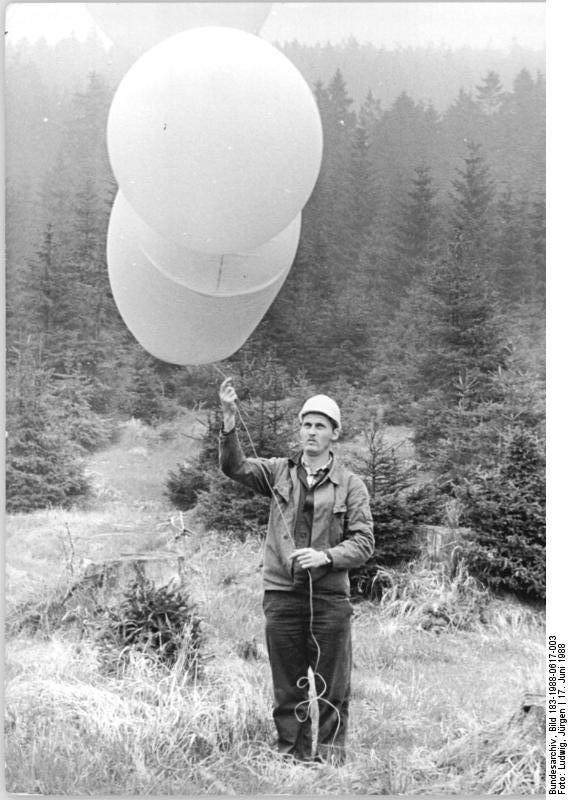
Signalballons zum Markieren von Waldflächen für Agrarflieger

Ballons werden in der Wissenschaft (z. B. Meteorologie), der Medizin, im Flugwesen und Militär, im Showgeschäft (Modellierballons und Ballontiere, Einsteigeballon), in der Kunst, als Werbeträger, als Dekoration und Spielzeug verwendet.
Mit Traggasen gefüllte Luftballons werden bei Ballonflugwettbewerben zum Verschicken der Ballonpost genutzt. Sie können auch als leicht handhabbare Starthilfen für Drachen oder für Experimente mit fliegenden Lichteffekten verwendet werden. Da die Tragkraft eines einzelnen heliumgefüllten Luftballons nur etwa sechs bis sieben Gramm beträgt, ist für diese Experimente oft die Verwendung mehrerer Ballons nötig. Luftballons, mit Helium aufgeblasen, finden Verwendung als Inhalationsgefäß, da hierdurch die Stimmlage der Sprechstimme beeinflusst wird.
Mit Flüssigkeiten gefüllte Luftballons stellen meist Wasserbomben dar, sie werden jedoch auch zu Farbstoffangriffen benutzt.
Auf Jahrmärkten bieten Wurfbuden häufig Pfeilwerfen auf Ballons als Gewinnspiel an. Kleine Luftballons müssen mit Dartpfeilen getroffen werden.
Luftballons dienen in Laboratorien als Reservoir für Inertgase wie Argon oder Stickstoff z. B. bei Vakuumdestillationen oder Reaktionen, die unter Feuchtigkeits- und/oder Sauerstoffausschluss ablaufen müssen oder für Reaktionsgase wie Wasserstoff bei Hydrierungen.

## Werbeluftballons
Um Luftballons zu bedrucken, werden diese zunächst zu etwa drei Viertel aufgeblasen, um die Ballonoberfläche optimal zu dehnen und die Druckfarbe aufzunehmen. Der Druck erfolgt im Offset- oder Siebdruckverfahren. Beim Offsetdruck wird das Hauptmotiv spiegelverkehrt auf eine Metallplatte eingraviert und anschließend koloriert. Der Ballon wird nun über den Teller gerollt und nimmt die Farbe auf. Siebdruck funktioniert mit gutem Kunststoffgewebe. Das Motiv wird ebenfalls fotomechanisch auf den Rückseitenstoff aufgebracht. Durch diese Bereiche kann dann die Farbe gedrückt werden, während die restliche Stoffoberfläche undurchlässig wird. Anschließend wird der Ballon wie beim Offsetdruck über die Druckfläche gerollt und nimmt die Tinte auf. Unmittelbar nach dem Drucken wird die Luft langsam abgelassen, während die Farbe trocknet. Anschließend werden die bedruckten Ballons in rotierenden Trommeln mit Heißluft wieder geschrumpft, sodass sie wieder ihr ursprüngliches Aussehen erhalten. Diese Schrumpfmethode kann auch bei bereits aufgeblasenen Ballons mit einem normalen Fön angewendet werden.
Bei einer anderen Methode zum Bedrucken der Ballons werden diese nicht aufgeblasen, sondern über eine Metallplatte gespannt. Auch das Druckbild selbst wird im Siebdruckverfahren aufgebracht. Diese Methode hat den Vorteil, dass die Druckbilder exakt auf den Ballon aufgebracht werden können. Sobald der Ballon aufgeblasen und dann bedruckt wird, kann die Bewegung und Flexibilität des Mediums zu Passantenunterschieden führen. Zudem kann das Motiv größer gedruckt werden, da durch die Rundung eines aufgeblasenen Ballons nur eine begrenzte Fläche zum Drucken zur Verfügung steht.

## Modellierballons

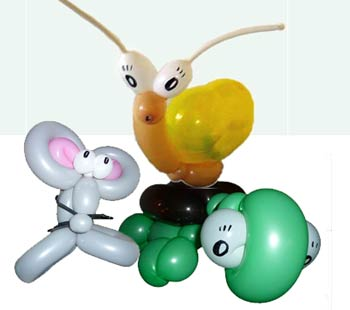
In Tierform modellierte Luftballons

Ballonmodellieren oder Ballonkunst ist das Formen von speziellen Luftballons zu Figuren aller Art, wobei häufig Tierfiguren gewählt werden. Menschen, die Ballonfiguren herstellen, nennen sich Twister oder Ballonkünstler.
Durch Verdrehen der Modellierballons und Abdrehen von Luftkammern innerhalb des Ballons entstehen die Ballonteile, die zum Beispiel den Kopf, den Bauch und die Beine eines Hundes formen. Je nach Vorstellungskraft und Geschick des Luftballonkünstlers können die unterschiedlichsten Skulpturen geformt werden, entgegen der gängigen Bezeichnung „Ballontier“ nicht nur Tiere, sondern auch Pflanzen, Fahrzeuge und andere Figuren.
Die üblicherweise zum Ballonmodellieren benötigten Luftballons werden nach der Maßeinheit Zoll bezeichnet und heißen „260“, abgeleitet von ihren Dimensionen: 2 Zoll im Durchmesser und 60 Zoll in der Länge (ca. 5 cm × 150 cm). Daneben gibt es noch eine Menge weiterer Größen, Formen und Farben.

## Rekorde

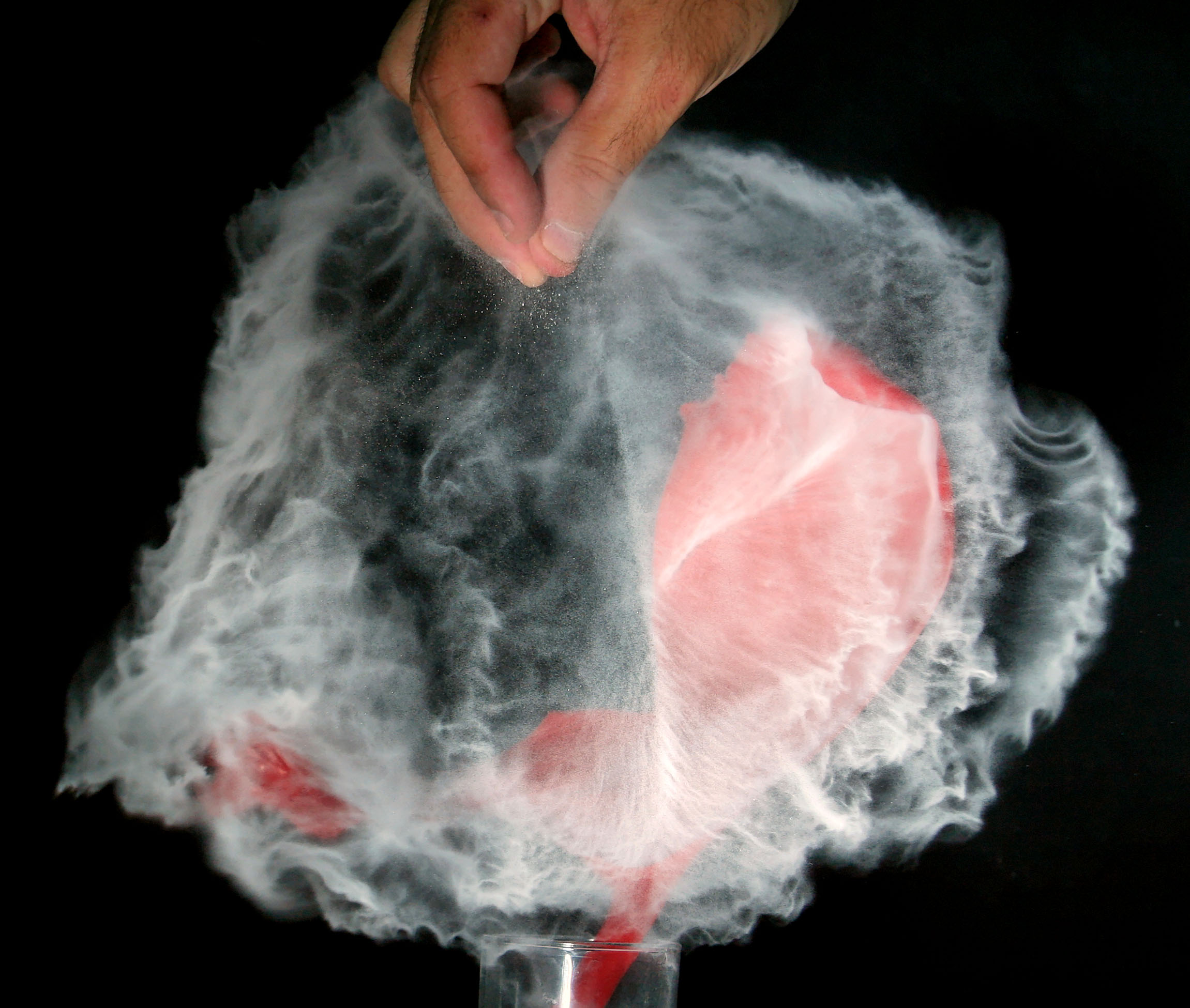
Mit einer Nadel zum Platzen gebrachter Ballon

Mehr als 150 mit Helium gefüllte Luftballons haben einen US-Amerikaner 2008 bei einem Rekordversuch 380 Kilometer weit von Oregon nach Idaho getragen. Kent Couch schwebte mit seinem Gartenstuhl über die Staatengrenze und landete am 5. Juli 2008 in dem Ort Cambridge (Idaho), indem er einzelne Luftballons mit einem Gewehr abschoss. Für den Rekordversuch hatten dutzende Freiwillige die Ballons mit einem Durchmesser von 1,50 Meter mit Helium gefüllt und zusammengebunden. Jeder Ballon trägt zwei Kilogramm Gewicht. Der Flug kostete Schätzungen zufolge rund 6.000 Dollar (ca. 3.800 Euro), die von Sponsoren übernommen wurden.
Bei der Fundraising-Aktion Balloonfest 1986 in Cleveland, Ohio, wurden gleichzeitig 1.429.643 Heliumballons gestartet und damit der vorige Weltrekord gebrochen. Da die Ballons unerwartet zurück über die Stadt schwebten und dort zu Boden gingen, kam es zu zahlreichen Verkehrsbehinderungen und dem Abbruch einer Rettungsaktion der United States Coast Guard.

## Gefahren
Platzt ein Luftballon, kommt es zum Knall. Der Schalldruckpegel eines platzenden Luftballons kann bis zu 168 Dezibel betragen. Damit ist ein platzender Luftballon ähnlich laut wie ein explodierender Böller oder ein abgegebener Schuss aus einer Schusswaffe. Ein einzelner Knall dieser Lautstärke reicht aus, um ein Knalltrauma zu erleiden.